# Bambo Diaby
Bambo Diaby (Mataró, 17 december 1997) is een Spaans voetballer die doorgaans als centrale verdediger speelt. Hij tekende in juli 2019 bij Barnsley FC, waar zijn contract in oktober 2020 werd ontbonden.

## Clubcarrière
Diaby werd geboren in Senegal en verhuisde op vierjarige leeftijd naar Catalonië waar hij bij diverse clubs speelde in de regio. Op 15 mei 2016 debuteerde hij in het eerste elftal van UE Cornellà. In september 2016 tekende de verdediger bij UC Sampdoria, dat de speler uitleende aan AC Mantova en Girona (inclusief satellietclub CF Peralada) om wedstrijdervaring op te doen.
In juni 2018 tekende Diaby een driejarig contract bij Sporting Lokeren, met optie op een extra jaar. Op 29 juli 2018 debuteerde hij in de Jupiler Pro League tegen KRC Genk. Diaby speelde 18 van de 30 wedstrijden in de reguliere competitie, maar kon niet vermijden dat Lokeren op het einde van het seizoen degradeerde naar Eerste klasse B.
In juli 2019 verliet hij de club voor de Engelse tweedeklasser Barnsley FC. In november 2019 stelde de FA bij Diaby een overtreding van de antidopingregels vast, als gevolg waarvan in oktober 2020 besloten werd hem voor twee jaar te schorsen. Diaby is niet schuldig bevonden, maar kon ook niet bewijzen waarom de verboden stof higenamine aanwezig was. In overleg met de club werd zijn contract ontbonden.